# Maxonia
Maxonia, monotipski rod papratnica smješten u porodicu Dryopteridaceae, dio potporodice  Polybotryoideae. Jedina vrsta je M. apiifolia iz jugoistoka SAD-a, Kube i Jamajke, i jednom podvrstom iz Srednje i susjedne Južne Amerike

## Podvrste
- Maxonia apiifolia var. dualis (Donn.Sm.) C.Chr.

## Sinonimi
- Dryopteris subgen.Peisomopodium Maxon